# Populorum progressio
Populorum progressio (укр. прогрес націй) — енцикліка написана 26 березня 1967 р. Папою Павлом VI на тему «розвитку народів» і про те, що економіка світу повинна слугувати людству, а не лише кільком заможним особам (олігархія).
Він торкається різноманітних принципів католицького соціального вчення: право на справедливу заробітну плату; право на безпеку зайнятості; право на справедливі та розумні умови праці; право на вступ до спілки; і універсальне призначення ресурсів і товарів.
Через двадцять років Папа Іван Павло II випустив ще одну енцикліку — Sollicitudo rei socialis, на честь 20-ї річниці Populorum progressio.
У 2004 р. заснована у Великій Британії неурядова організація розвитку Католицький інститут міжнародних відносин (CIIR) змінила назву на «Progressio» і створила «Progressio Ireland» в Дубліні. Організація отримала свою назву від цього документу і базується на католицькому соціальному вченні, що міститься у цій енцикліці.
У 2009 р. Папа Бенедикт XVI опублікував енцикліку Caritas in Veritate, яка знову стосувалася багатьох тем, обговорених у Populorum progressio.

## Міжнародний розвиток та приватна власність
Ця енцикліка зосередилась на міжнародному розвитку. Глобальна економічна справедливість та подолання напруги між багатими та бідними країнами — це головне послання енцикліки, що є необхідною умовою та основою миру. Право на приватну власність підпорядковане цьому. Хоча приватна власність — це безумовне і необмежене право для будь-кого, але ніхто не має права резервувати його достаток виключно на собі, де іншим бракує необхідного.

## Допомога на розвиток
У тексті йдеться не про те, що багаті країни зможуть звільнитися від свого історичного чи морального боргу за допомогою фінансової допомоги чи звільнення від боргів. Самі бідні країни повинні бути мірилом і питанням, чи можна їм надати стійку допомогу. Статистичні цифри не говорили, буде ця допомога успішною чи ні. Правильно, що допомога на розвиток в останні роки фінансово знизилася.

## Розбіжність між промислово розвиненими та країнами й слабо розвиненими
Допомога в розвитку може компенсувати економічну невідповідність між промислово розвиненими країнами та новими країнами, що виходять із колоніальних імперій. Незважаючи на те, що економіка в деяких країнах, що розвиваються, зростає сама по собі. Але ще існує величезний дефіцит, явні невдачі. У багатьох країнах так званого «третього світу» великі нещастя, спостерігається надмірна експлуатація навколишнього середовища й тривають громадянські війни. Теорії розвитку по-різному тлумачать причини: одні виявили причини жебрацтва (бідності) в самій країні, що розвивається, наприклад, у високому зростанні населення, інші звинувачують — у зовнішніх факторах, таких як довільне розмежування колоніальних держав.

## Солідарність і почуття обов'язку
Людина є членом громади і належить усьому людству. Усі люди покликані сприяти повноцінному розвиткові всього людського суспільства. Усі люди зобов'язані проявляти відповідальність та солідарність за інших людей. Солідарність усіх принесла б не тільки переваги всім, але й зобов'язання. Але це також обов'язок Церкви служити людям, щоби допомогти їм вирішити цю непросту проблему в повному обсязі та переконати їх у необхідності спільних дій у цей вирішальний момент людської історії.

## Вільна воля
Відповідно до Божого плану, кожна людина покликана вдосконалюватися, оскільки життя кожної людини визначається Богом для будь-якої місії. Від народження кожному дається багатство здібностей і властивостей, які повинні приносити свої плоди. Їх розвиток, результат екологічної освіти та особистих зусиль, дає кожному можливість зосередитись на меті, поставленій її Творцем. Наділена розумом і вільною волею, людина так само відповідальна за свій прогрес, як і за своє спасіння. Іноді перешкоджає людині його оточення, але кожен є причиною свого щастя й невдачі, незалежно від тих впливів, які на нього впливають. Кожна людина може розвинутися через сили свого розуму та свою людську волю, бути більш цінним, вдосконалити себе.

## Соціальний прогрес та освіта
Папа вказав, що економічне зростання залежить насамперед від соціального прогресу. Ось чому базове навчання — це перший етап плану розвитку. Голод до освіти не менш гіркий, ніж голод за їжею. Неграмотна людина психічно недорозвинена. Вміти читати та писати, здобувати професійну підготовку означатиме, що люди здобувають впевненість у собі та виявляють, що можна уживатися з іншими (соціальна адаптація).